# Dermatitis seborreica

Dermatitis seborreica en el cuero cabelludo

La dermatitis seborreica es una enfermedad inflamatoria crónica de la piel que se caracteriza por eritema y descamación fina (tipo psoriasis) en áreas específicas de la cara y el cuero cabelludo, alternando ciclos de remisión y exacerbación. Es una enfermedad que se presenta generalmente en la edad adulta, pero también puede afectar a recién nacidos y lactantes hasta los 4 meses de edad.
Se cree que es causada por la alergia al hongo Malassezia furfur —conocido anteriormente como el Pityrosporum ovale— en individuos con poca inmunidad y una alta producción de sebo.
En un individuo de funcionamiento normal, el hongo prospera sin problemas pero en aquellos afectados por la seborrea, la epidermis del cuerpo responde de manera no favorable a la infección, inflamándose y soltando escamas microscópicas en un intento fallido de librarse del hongo. La descamación se denomina pitiriasis, parecida a la caspa infantil. 
En algunos casos la hiperproducción de la glándula sebácea puede favorecer la untuosidad de las escamas ya que estas no se desprenden fácilmente y las bacterias se desarrollan cuando están en el cuero cabelludo.

## Historia
La dermatitis seborreica fue descrita en el año 1732 por Paul Gerson Unna. En 1952, Leone relacionó el Pityrosporum ovale con el desarrollo de ésta y otras enfermedades eccematosas.

## Etiología
Se desconoce la causa de la seborrea si bien todo parece indicar que se trata de una combinación de diversos factores entre los cuales destacan la debilitación del sistema inmunitario, la carencia de ciertos nutrientes como el zinc, las alteraciones hormonales, los problemas del sistema nervioso y diversos factores genéticos. Otra posible causa es la irritación producida por un hongo denominado Malassezia.
Los factores de riesgo que pueden fomentar o acelerar la dermatitis seborreica son:
- Estrés o cansancio.
- Climas extremos.
- Piel grasa o problemas de esta, como el acné.
- Poca frecuencia en la limpieza de la piel.
- Uso de lociones que contengan alcohol.
- Obesidad.
- Afecciones neurológicas como la enfermedad de Parkinson, un traumatismo craneal o un accidente cerebrovascular.
- Virus de la inmunodeficiencia humana (VIH).

## Cuadro clínico
Las lesiones individuales son máculas y pápulas sobre una base eritematosa-amarilla, a menudo grasienta, asociadas habitualmente a formación de escamas y costras. 

## Tratamiento
Las escamas y la sequedad de la piel se pueden tratar con champús para la caspa o con medicamentos que pueden comprarse en las farmacias sin receta médica. Se recomienda usar un producto cuya etiqueta indique que sirve para tratar la dermatitis seborreica. Estos productos contienen ingredientes tales como el ácido salicílico, alquitrán de hulla, zinc, resorcina, ketoconazol, ciclopirox, o sulfuro de selenio. Se debe usar el champú de acuerdo con las instrucciones de la etiqueta.
Para los casos graves el dermatólogo recetará probablemente un champú o una loción que contenga una dosis más fuerte de sulfuro de selenio, ketoconazol o corticosteroides, una solución que contenga un antifúngico o una crema que contenga un inmunomodulador. Este medicamento inhibe el sistema inmunitario para tratar la inflamación. El aceponato de metilprednisolona en crema puede ser usado para casos de inflamación graves en la piel, ya que tiene rápido efecto de desinflamación para la primera etapa de tratamiento (dejar de usar una vez se reduzca la inflamación ya que su uso constante puede resultar nocivo para la piel).
Se estima que la luz solar mejora la dermatitis seborreica. En algunas personas la afección mejora en el verano, especialmente después de actividades al aire libre.